# Ary Jassies
Ary Jassies (Enschede, 24 januari 1938) is een Nederlandse journalist en schrijver. Hij werkte voor de NDP  Nieuwsmedia, waaronder de Arnhemse Courant.
Jassies schreef dan ook vaak over Arnhem.
Om zijn stressvolle bestaan te ontvluchten maakte hij als vijftiger een therapeutische reis naar het rustige Ierland.  Hij beschreef zijn ervaringen in het reisverhaal Reis naar huis. Tocht door het Ierse Westen. 
In de roman Kind van oktober belandt hij op het laatste Keltische eiland met een aantal landgenoten het groepsspel ‘de zevensprong’ met een bizarre afloop.

## Erkenning
Ary Jassies kreeg in 1991 de Prijs voor de Dagbladjournalistiek voor zijn serie 'De hand op de stad', bestaande uit portretten en geschreven stadsgezichten van Arnhem.